# Ovidiu Jitaru
Ovidiu Jitaru (n. 19 mai 1962) este un senator român, ales în 2024 din partea PNL. 